# Skušnjava B. (film)
Skušnjava B. (izvirno rusko Искушение Б.) je sovjetsko-ruski znanstvenofantastični film režiserja Arkadija Sirenka posnet po znanstvenofantastičnem romanu Pet žlic napoja (Пять ложек эликсира) bratov Strugacki.

## Zgodba
Junak zgodbe, Feliks Snegirjev, je sodobni pisatelj, ki se je znašel v zapletenem fantastičnem položaju - usoda ga je povezala s sektaškim društvom nesmrtnih, in zvedel je za njegovo strašno skrivnost. Zvedel je za obstoj napoja večnega življenja. Pred njim se je pojavila težka izbira: ali umreti ali postati nesmrten? Ker se je društvo balo, da bi se skrivnost izvedela, mu je začelo streči po življenju ...

## Vloge
- Lembit Ulfsak - Feliks Snegirjev
- Natalja Georgijevna Gundareva - Nataša
- Oleg Ivanovič Borisov - Ivan Martinjuk
- Vladimir Mihajlovič Zeldin - Pal Palič
- Stanislav Jurjevič Sadalski - Konstantin Kurdjukov